# Black Box: The Complete Original Black Sabbath (1970–1978)
Black Box: The Complete Original Black Sabbath (1970–1978) – box set brytyjskiej heavymetalowej grupy Black Sabbath.

## Lista albumów
- 1970 Black Sabbath
- 1970 Paranoid
- 1971 Master of Reality
- 1972 Volume 4
- 1973 Sabbath Bloody Sabbath
- 1975 Sabotage
- 1976 Technical Ecstasy
- 1978 Never Say Die!